# Ignace de Santhia
Ignace de Santhia (Santhià, 5 juin 1686 - Turin, 22 septembre 1770) est un capucin italien reconnu saint par l'Église catholique.

## Biographie
Ignace de Santhia appartient pendant six ans au clergé séculier avant d'entrer chez les Frères mineurs capucins où il se révèle un prédicateur et directeur spirituel remarquable. Maître des novices de 1731 à 1744, sa spiritualité aura une grande influence sur la vie religieuse du Piémont au XVIIIe siècle. Son corps se trouve à l'église Santa Maria al Monte dei Cappuccini (it).